# Finsk mögelbagge
Finsk mögelbagge (Corticaria fennica) är en skalbaggsart som beskrevs av Johnson 1974. Finsk mögelbagge ingår i släktet Corticaria, och familjen mögelbaggar. Enligt den svenska rödlistan är arten sårbar i Sverige. Arten förekommer i Nedre Norrland och Övre Norrland. Artens livsmiljö är skogslandskap.